# Jens Werrmann
Jens Werrmann (* 29. Mai 1985 in Bad Kreuznach) ist ein ehemaliger deutscher Leichtathlet, der auf den 110-Meter-Hürdenlauf spezialisiert war.
Er erreichte bei den Juniorenweltmeisterschaften 2004 in Grosseto den vierten Platz. 2006 und 2007 wurde Werrmann Deutscher Juniorenmeister und bei den U23-Europameisterschaften 2007 in Debrecen belegte er den vierten Rang.
Im Erwachsenenbereich wurde Werrmann bei den Deutschen Meisterschaften 2005 Fünfter und 2006 Zweiter. Er wurde für die Europameisterschaften 2006 in Göteborg nominiert, wo er seine Bestzeit auf 13,60 Sekunden steigerte und im Finale den sechsten Platz erreichte. 2008 musste er an der Bandscheibe und der Leiste operiert werden. Im Jahr darauf erfüllte er die Norm für die Weltmeisterschaften in Berlin, als Vierter der Deutschen Meisterschaften war er jedoch nur Ersatzläufer. Im September verbesserte er beim DecaNation in Paris seine Bestzeit auf 13,51 Sekunden.
2010 erreichte Werrmann bei den Deutschen Hallenmeisterschaften den dritten Platz. Im Freien stellte er seine persönliche Bestzeit ein und erfüllte die Norm für die Europameisterschaften in Barcelona. Dann zog er sich jedoch einen Bänderriss zu und erlitt auch in den Jahren danach immer wieder Verletzungen bzw. Krankheiten.
Nach einem schweren Bandscheibenvorfall im Juli 2013 beendete Wehrmann seine Karriere.
Werrmann startete für die VT Rockenhausen, 1. FC Kaiserslautern (bis 2005), LAZ Zweibrücken (2006–2010) und LAZ Leipzig (seit 2011). Er wurde 2005 in die Sportfördergruppe der Bundespolizei aufgenommen.